# Варгас, Мигель (политик)
Мигель Октавио Варгас Мальдонадо (Miguel Octavio Vargas Maldonado) (родился 26 сентября 1950 года) — доминиканский политик, председатель Доминиканской революционной партии, министр иностранных дел (2016—2020).

## Биография
Внебрачный сын Альтаграсии Мальдонадо и Педро Антонио Риверы Абреу, агропромышленного бизнесмена и политика. Носит фамилию мужа своей матери, Октавио Варгаса.
Учился в католических колледжах Касаланс и Сан-Хуан-Боско, получив степень бакалавра со специализацией в физике и математике. Затем получил степень бакалавра гражданского строительства в Университете Пуэрто-Рико, после чего продолжил обучение по специальности «прикладная математика и гражданское строительство» в Папском университете Мадре-и-Маэстра.
С 1974 года работал в Доминиканской телефонной компании руководителем инженерно-строительного отдела, в 1977 году назначен на должность генерального директора. В 1979 году основал свою первую инженерно-строительную компанию Planinco. Входил в советы директоров нескольких банков.
Получил значительное наследство от отца, который был сенатором от провинции Ла-Вега, когда тот погиб в автокатастрофе в 1994 году.
Женат на Марии де лос Анхелес Гарсии Франджи, у них трое детей: Альберто Мануэль, Алан Омар и Мигель Пауль.

## Политическая карьера
Начал политическую деятельность в 1970 году в Доминиканской революционной партии (PRD). В её руководстве занимал должности вице-президента, члена президиума, члена Национального исполнительного комитета (CEN) и политической комиссии, а также национального секретаря по финансам.
С 1982 по 1984 год в правительстве Сальвадора Хорхе Бланко (1982—1986) как генеральный директор Корпорации водоснабжения и канализации Санто-Доминго (CAASD). В правительстве Иполито Мехии (2000—2004) государственный секретарь по общественным работам и коммуникациям.
28 января 2007 года победил Милагроса Ортиса Боша, набрав почти 80 % голосов, став таким образом официальным кандидатом от свое партии на пост президента республики. Однако на выборах 16 мая 2008 года проиграл Леонелю Фернандесу с 40,5 % голосов против 54 %.
7 июня 2009 года избран председателем Доминиканской революционной партии (за него проголосовало 244 человека из 312).
16 августа 2016 года назначен министром иностранных дел в кабинете Данило Медины во время второго президентского срока. Занимал этот пост до 2020 года.